# Octuroplata
Octuroplata là một chi bọ cánh cứng trong họ Chrysomelidae.
Chi này được miêu tả khoa học năm 1940 bởi Uhmann.

## Các loài
Các loài trong chi này gồm:
- Octuroplata bella Uhmann, 1940
- Octuroplata bohemani Uhmann, 1940
- Octuroplata bouvouloiri (Chapuis, 1877)
- Octuroplata octopustulata (Baly, 1864)
- Octuroplata octosignata (Weise, 1911)
- Octuroplata sinuosa (Chapuis, 1877)
- Octuroplata terminalis (Baly, 1865)
- Octuroplata uhmanni (Pic, 1933)
- Octuroplata walkeri (Baly, 1865)